# Disturbia (film)
Disturbia je američki triler-sleš film iz 2007. godine, delimično inspirisan Hičkokovim filmom Prozor u dvorište. Režirao ga je Di Džej Karuso. Glume Šaja Labaf, Dejvid Mors, Sara Remer i Keri-En Mos. Film je sniman na lokacijama u Pasadeni i Vitijeru (Kalifornija). Na blagajnama je zaradio 117 760 134 $.

## Radnja
Godinu dana nakon saobraćajne nesreće u kojoj mu gine otac, Kejl Brekt, isprovociran opaskom profesora španskog jezika na račun njegovog oca, udara nastavnika i dobija kaznu tromesečnog kućnog pritovora.
Nakon što mu majka DŽuli iseče televizijski kabl, video igre i muziku, Kejl počinje da špijunira komšije, Roberta Tarnera i novu komšinicu Ešli Karlson. Ubrzo se zbližava sa Ešli i zajedno počinju da sumnjaju da je Tarner serijski ubica za kojim traje potraga.